# Julinho (político)
Júlio César Costa Lima Filho ou Julinho (Maracanaú, 3 de abril de 1986) é um engenheiro e político brasileiro, filiado ao Partido dos Trabalhadores.

## Biografia
Júlio César Filho nasceu em Maracanaú no dia 3 de abril de 1986. É formado em Engenharia Civil, casado e pai de um filho. Em sua família, tem dois irmãos: o médico pediatra Thiago Costa Lima e o acadêmico de Administração de Empresas, Pedro Neto. Ainda criança, ele acompanhava o pai, então vereador e presidente da Câmara Municipal de Maracanaú (1985-1988), o economista Júlio César Costa Lima, nos diversos compromissos e nos desafios que se apresentavam no município. A forte identidade de sua família com as causas maracanauenses levou seu pai à Prefeitura de Maracanaú por três mandatos (1989-1992, 1997-2000, 2001-2004) e a ser Deputado Estadual por duas legislaturas (1995-1996, 2007-2010). Sua mãe, Meire Costa Lima, foi Secretaria de Ação Social e também ocupou cadeira do Legislativo Estadual, de 2003 a 2006.
Aos 16 anos, ingressou na militância partidária como Coordenador de Juventude do PSDB. Como resultado de sua identidade junto ao povo de sua terra e seu compromisso com as causas da juventude do Ceará, foi eleito em 2010, aos 24 anos, deputado estadual pelo PTN com 26.384 votos, para a legislatura 2011-2014. Em 2014, foi reeleito deputado estadual, obtendo 23.624 sufrágios, legislando entre 2015-2018.
Na Assembleia, atuou como Ouvidor na Casa e Presidente da Comissão de Juventude e da Comissão de Orçamento Finanças e Tributação. Desempenhou também as funções de Coordenador do Projeto Atlas de Divisas Georreferenciadas dos Municípios Cearenses, encarregado de solucionar divergências nos limites intermunicipais no Estado. Atuou como Vice-líder dos Governos Cid Gomes e Camilo Santana e ocupou o cargo de 3º Secretário da Mesa Diretora da Casa, colegiado que dirige os trabalhos do Parlamento. Com isso, participou das decisões sobre a pauta de matérias a serem priorizadas nas votações.
Em 2016, foi candidato a prefeito pelo PDT, com ampla coligação partidária, obtendo 31.469 votos (27,90%), mas não o suficiente para derrotar o candidato á reeleição, Firmo Camurça (então no PR), vitorioso com 81.315 votos (72,10%). Já em 2018, foi eleito para um terceiro mandato consecutivo de deputado, agora pelo PPS (chamado atualmente de Cidadania), com 25.769 votos, para a legislatura 2019-2022. Em 11 de fevereiro de 2019, foi anunciado pelo Governador Camilo Santana (PT), o seu nome para ocupar a liderança do governo na casa, tendo como vice-líderes, Augusta Brito (PCdoB) e Walter Cavalcante (MDB).
Foi candidato a prefeito de Maracanaú em 2020 pelo Cidadania.
Em 2022 foi eleito para o quarto mandato de deputado estadual pelo PT com 46.000 votos.
Em 2024, retirou sua candidatura para apoiar a reeleição de Roberto Pessoa, após 20 anos fazendo oposição a este. 

## Atuação parlamentar
O Deputado Júlio César Filho foi responsável pela defesa e a relatoria dos principais projetos que beneficiaram servidores públicos e a população cearense em geral. O parlamentar relatou o projeto que instituiu o piso salarial dos Agentes Comunitários de Saúde. Em fevereiro de 2018, a Assembleia aprovou o adicional de insalubridade de 20% sobre os vencimentos da categoria. A matéria foi aprovada com emenda de sua autoria, adequando o texto à legislação federal e dando mais segurança jurídica para esses profissionais.
Foi um dos parlamentares a liderar a votação da promoção dos policiais e bombeiros militares, defendeu a implantação do Bilhete Único Metropolitano, e foi responsável por ampliar esse benefício com número de integrações ilimitadas por dia. Com sua ajuda, o horário do Metrofor foi ampliado. Ele relatou o projeto que resultou na contratação de 148 novos funcionários. Júlio César Filho também é autor do projeto de cria, em Maracanaú, a Delegacia Especializada em Homicídios, aprovado pela Assembleia em julho de 2018.

Além de legislar e fiscalizar as ações do Executivo, o parlamentar tem o importante papel de representar a população e cobrar do governante a aplicação do dinheiro público em ações de interesse da comunidade. E é isso que Júlio César Filho tem feito diariamente para garantir obras e projetos do Governo do Ceará.